# Takehara Chōfū
Takehara Chōfū (japanisch 竹原 嘲風; geboren 1897 in Tokio; gestorben 1947 in Takaoka in der Präfektur Toyama) war ein japanischer Maler der Nihonga-Richtung.

## Leben und Werk
Takehara Chōfū wurde in eine Familie geboren, die in Tokio-Asakusa am Niō-Tor (仁王門) des Sensō-ji Bildpostenkarten verkaufte. Er begann, ohne Lehrer, sich mit dem Malen zu beschäftigen. Nicht einmal zwanzig zeichnete er Vorlagen für Kimono-Design. Er schloss sich früh der Künstlergesellschaft „Tatsumi Gakai“ (巽画会), die als Tor zum künstlerischen Erfolg galt.
Ab 1917 etwa bildete sich Takehara unter Tsutaya Ryūkō (蔦谷 龍岬; 1886–1933) weiter. 1918 wurde er zum ersten Mal zur Ausstellungsreihe „Bunten“ zugelassen, und zwar mit dem Bild „Aki hiyori“ (秋ひより) – „Herbstwetter“. Den Pinselauftrag verwischend schuf er eine romantische Gestaltung der Blumen-Vögel-Bilder (花鳥画, Kachōga). Er konnte auch auf den ersten beiden Ausstellungen der sich anschließenden „Teiten“-Reihe ausstellen.
Gegen Ende der Taishō-Zeit studierte Takehara bei seinen gleichaltrigen Kollegen wie Hayami Gyoshū, Omoda Seiju und anderen, Vögel mit großer Genauigkeit malerisch darzustellen. Im Zusammenhang mit dem Großen Kantō-Erdbeben 1923 verließ er Tokio und zog erst nach Nagasaki, dann in die Gegend von Egota (江古田) in der Präfektur Tokio. 1926 wurde er auf der 7. Ausstellung der „Chūō bjtsutsu-ten“ (中央美術展) mit einem Preis ausgezeichnet. Weiter konnte er 1926 auf der 7. „Teiten“ wieder ein Bild zeigen. 1927 wurde er Mitglied der Veranstaltergruppe der „Chūō bjtsutsu-ten“.
Aber dieser Zeit verband Takehara eine westlich-realistische Linienführung mit einer dekorativen Farbgebung. 1929 wurde er auf der „Teiten“ mit einem hohen Preis ausgezeichnet und konnte ab dem folgenden Jahr dort juryfrei ausstellen. Er gründete mit seinen Malerfreunden in der Gegend von Egota, wie Fukuda Toyoshirō, Ibaragi Kimpū (茨木 衫風; 1898–1976) und andere, die „Mimizuku-kai“ (みみづく会) – die „Eulengesellschaft“, die sich bis etwa 1937 traf. 1931 war er auf der „Ausstellung japanische Malerei“ in Berlin zu sehen.
Nachdem 1933 Tsutaya gestorben war, war es Araki Jippo, den er gelegentlich um künstlerischen Rat bat. Ab der Zeit benutzte er der den Künstlernamen „Chōfū“.

## Bilder

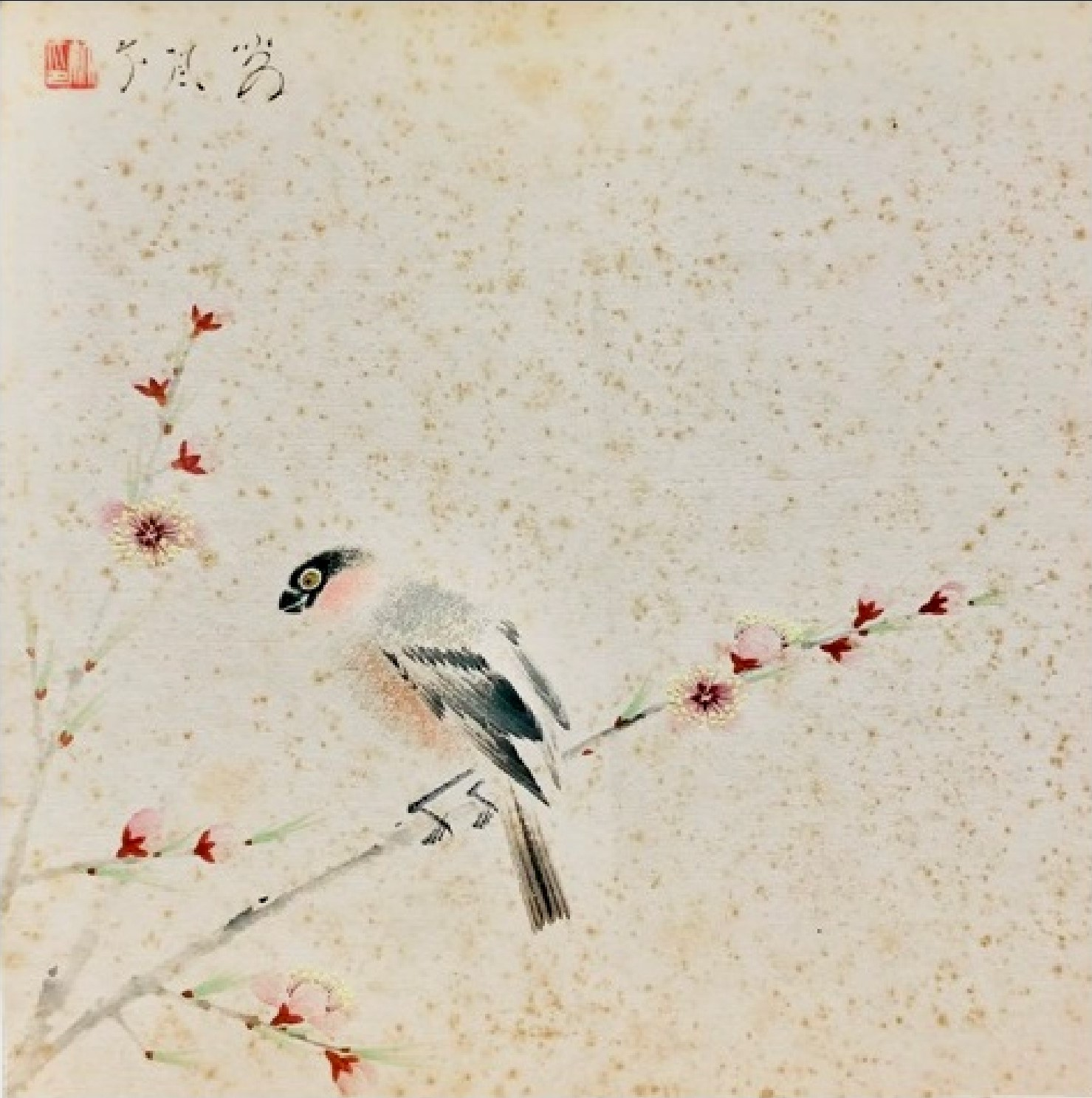
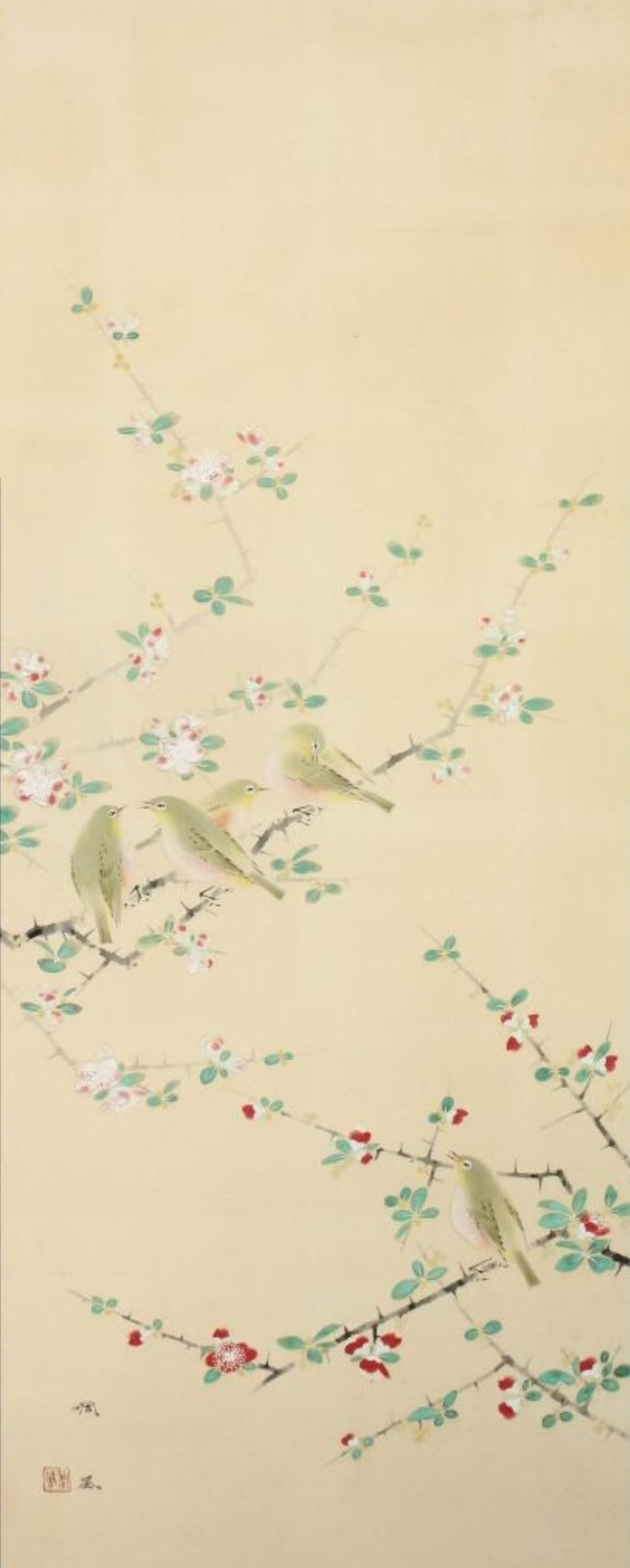
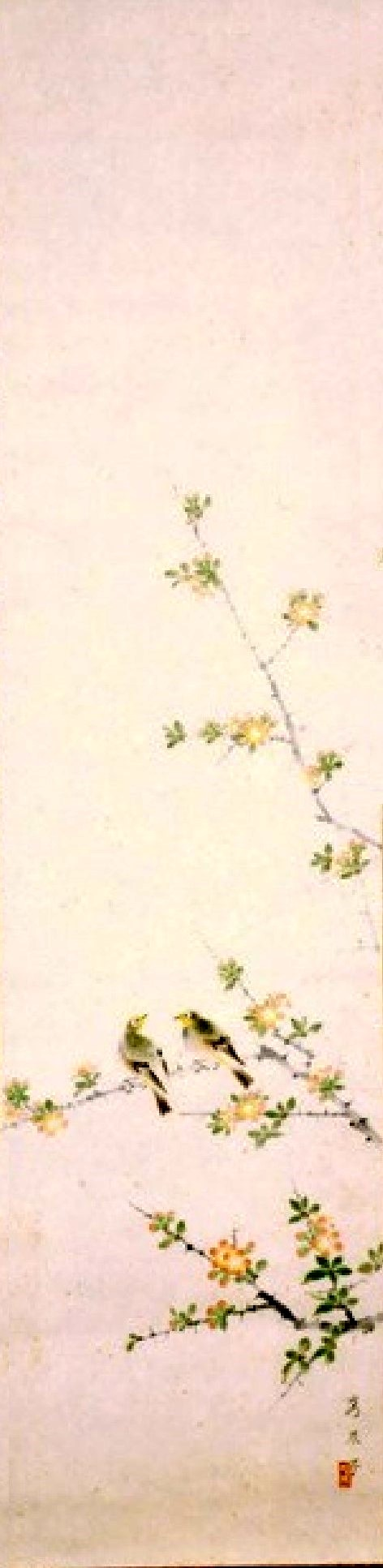
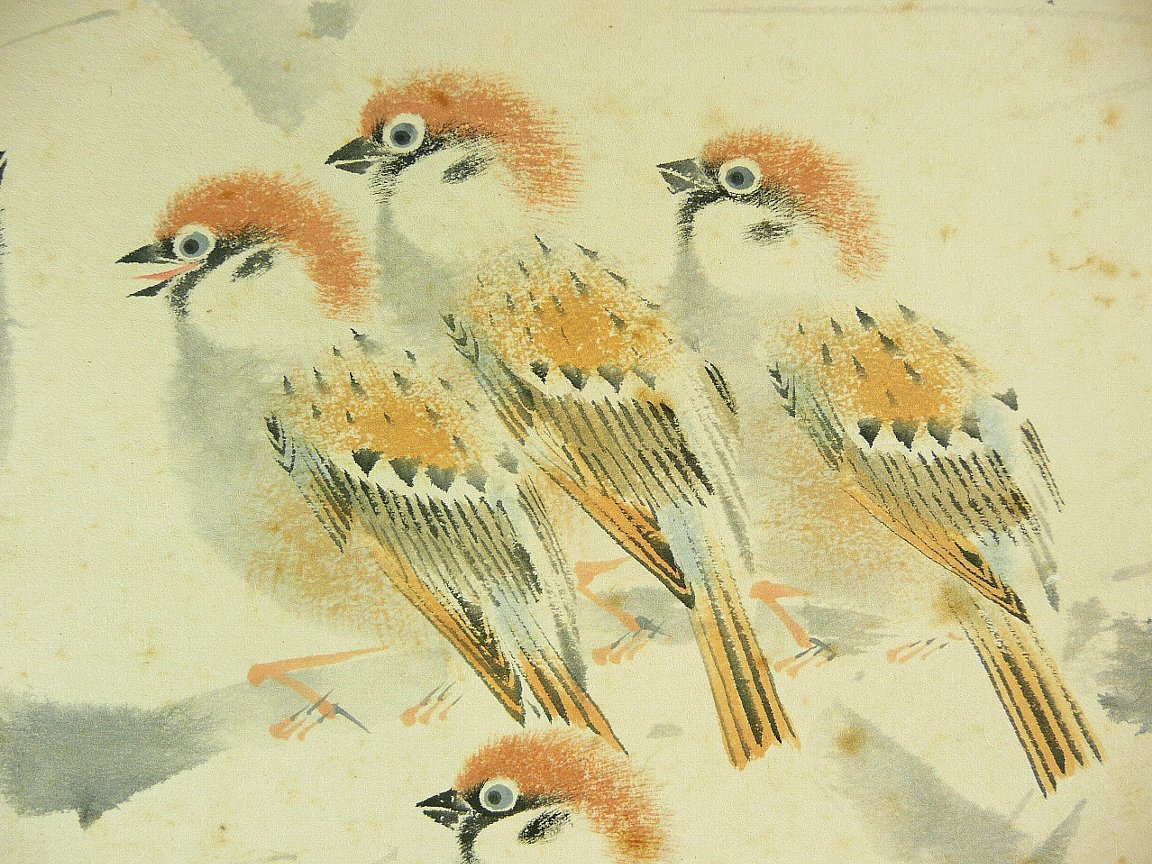
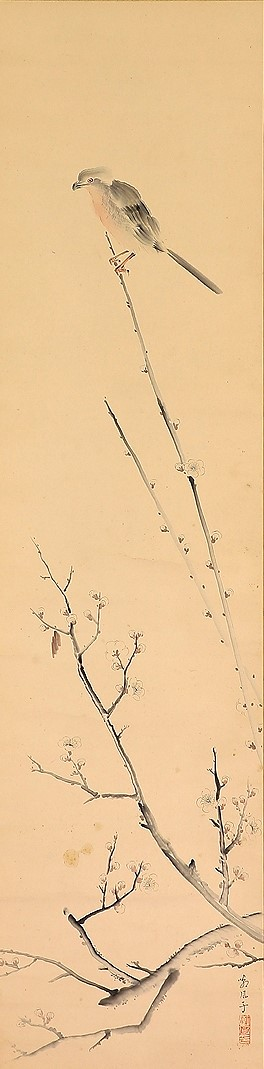